# Thiên Lô
Chòm sao Thiên Lô (chữ Hán:天爐, nghĩa: lò luyện của trời; tiếng La Tinh: Fornax) là một trong 88 chòm sao hiện đại, mang hình ảnh chiếc lò luyện.
Chòm sao này có diện tích 398 độ vuông, nằm trên thiên cầu nam, chiếm vị trí thứ 41 trong danh sách các chòm sao theo diện tích.
Chòm sao Thiên Lô nằm kề các chòm sao Kình Ngư, Ngọc Phu, Phượng Hoàng, Ba Giang.

## Thiên thể
Các thiên thể đáng quan tâm
- Cụm thiên hà Thiên Lô
- Thiên hà NGC 1316 với cấp sao biểu kiến 9m, nằm trong cụm thiên hà Thiên Lô